# アトミック・ルースター・ファースト・アルバム
『アトミック・ルースター・ファースト・アルバム』（原題：Atomic Roooster）は、イギリスのプログレッシブ・ロック・バンド、アトミック・ルースターが1970年に発表した初のスタジオ・アルバム。「ルースター」のスペルは本来「Rooster」だが、本作では意図的にもう一つ「o」が追加されている。

## 背景
オリジナル・ラインナップによる唯一のアルバムで、本作ではベーシスト兼ボーカリストのニック・グラハムが参加していたが、以後のアルバムではヴィンセント・クレインがハモンドオルガンでベース・パートを演奏し、正式ベーシスト不在の編成となった。「傷だらけの翼」は、ジョン・メイオールが1967年のアルバム『ブルース・アローン』で発表した曲のカヴァーである。
なお、バンドがアメリカのエレクトラ・レコードとの契約を得た後には、新メンバーのジョン・カンが「13日の金曜日」でボーカル、「ビフォア・トゥモロウ」と「S.L.Y.」でギターをオーバー・ダビングしており、これらのヴァージョンは後のリマスターCDにボーナス・トラックとして収録された。

## 反響・評価
本作は1970年6月13日付の全英アルバムチャートで49位を記録するが、翌週にはトップ100圏外に落ちた。Lindsay Planerはオールミュージックにおいて5点満点中4点を付け「大半の楽曲はクレインの手により、主にヘヴィな側面が押し出されている。彼の多芸ぶりは、フォークに影響を受けた牧歌的な"Winter"から、ブルージーなホーン・セクションを思わせるアレンジの"Broken Wings"に至る、驚くほど幅広いスタイルに示されている」と評している。

## 収録曲
特記なき楽曲はヴィンセント・クレイン作。
1. 13日の金曜日 - "Friday the 13th" – 3:31
2. アンド・ソウ・トゥ・ベッド - "And So to Bed" – 4:11
3. 傷だらけの翼 - "Broken Wings" (John Mayall) – 5:46
4. ビフォア・トゥモロウ - "Before Tomorrow" – 5:50
5. バンステッド - "Banstead" (Viincent Crane, Nick Graham, Carl Palmer) – 3:33
6. S.L.Y. - "S.L.Y." – 4:56
7. ウィンター - "Winter" – 6:59
8. ディクライン・アンド・フォール - "Decline & Fall" (V. Crane, N. Graham, C. Palmer) – 5:48

### 1991年リマスターCDボーナス・トラック
1. "Play the Game" (John Du Cann)

### 2016年リマスターCDボーナス・トラック
1. 13日の金曜日（USヴァージョン） - "Friday the 13th (US Version)"
2. ビフォア・トゥモロウ（USヴァージョン） - "Before Tomorrow (US Version)"
3. S.L.Y.（USヴァージョン） - "S.L.Y. (US Version)"

## 参加ミュージシャン
- ヴィンセント・クレイン（英語版） - ハモンドオルガン、ピアノ
- ニック・グラハム - ボーカル、ベース、ギター、フルート
- カール・パーマー - ドラムス、グロッケンシュピール、コンガ